# Fekete lóantilop
A fekete lóantilop (Hippotragus niger) az emlősök (Mammalia) osztályának párosujjú patások (Artiodactyla) rendjébe, ezen belül a tülkösszarvúak (Bovidae) családjába és a lóantilopformák (Hippotraginae) alcsaládjába tartozó faj.

## Előfordulása
A fekete lóantilop Angola, Botswana, Kenya, Malawi, Mozambik, Namíbia, Dél-afrikai Köztársaság, Tanzánia, a Kongói Demokratikus Köztársaság, Zambia és Zimbabwe fás és füves szavannáin él, lehetőleg olyan helyen, ahol mindkét növényzettípus jelen van. A kritikusan veszélyeztetett alfaj, az óriás fekete lóantilop (Hippotragus niger variani) kizárólag Angolában, a Kwango és a Luando folyók között él.

## Alfajai
- Hippotragus niger anselli Groves, 1983
- Hippotragus niger niger Harris, 1838
- Hippotragus niger roosevelti Heller, 1910
- óriás fekete lóantilop (Hippotragus niger variani) Thomas, 1916

## Megjelenése
A fekete lóantilop az egyik legimpozánsabb megjelenésű antilopfaj, épp ezért népszerű az állatkertekben. Az egész állat rendkívüli erőt sugároz, teste robusztus, nyaka vastag, lábai erősek, sörénye pedig mereven felfelé áll. Hároméves korukig a bikák és a tehenek szinte teljesen egyformák, azonban akkor a hímek megfeketednek, és szarvuk is hatalmasra nő. A felnőtt bikák feketék, a nőstények és fiatal állatok pedig gesztenyebarnák (a délebbi populációk sötétebbek), a két hónaposnál fiatalabb egyedek pedig világosbarnák. A legtöbb fekete lóantilop hasa fehér, és a pofájukon is jelentős fehér folt van, hasonlóan a farukon levő „tükörhöz”.
A bikák mintegy 238 kilogrammot nyomnak, marmagasságuk pedig 116-142 centiméter között változik. A tehenek átlag testtömege 220 kilogramm, és némileg alacsonyabbak. A hímek szarva masszívabb és jobban görbül, mint a nőstényeké, és hossza 81-165 centiméteres is lehet. A tehenek szarva ezzel szemben mindössze 61-102 centiméter hosszú.

## Életmódja
A fekete lóantilop éjjel és nappal is aktív, bár inkább nappal legel, mivel éjszaka nagyobb a ragadozók támadásának veszélye. Ez a faj kisebb (15-25 példányt számláló) csordákban él, amelyek tehenekből és fiatal borjaikból, valamint egy domináns bikából állnak. Sok hím ürülékkel és patakaparásokkal kijelölt territóriumot tart fenn a különösen jó legelőkön, hogy odavonzza a szabad nőstényeket. A terület gazdája a többi bikát is hagyja legelni birtokán, amíg alávetett módjára viselkednek, és nem mutatnak érdeklődést a nőstények irányában. Ellenkező esetben küzdelemre kerül sor, amely ritkán vezet komoly sérülésekhez.
A fekete lóantilopok fűfélékkel és lombokkal táplálkoznak, és előszeretettel legelnek olyan növényekről, amelyek termeszvárakon nőnek. Meglehetősen specializáltak, ami ritkulásukhoz vezet: csak az alacsonyabb fűfélék leveleit fogyasztják. Erősen vízhez kötöttek, maximum három kilométeres távolságra vándorolnak a vízforrásoktól. Rendszeresen látogatják a sónyalatókat, és olykor csontokat is rágnak, hogy beszerezzék a létfontosságú nyomelemeket, amelyek hiányoznak táplálékukból.

## Szaporodása
A domináns bikák védelmezik háremeiket és azt a 300-500 méter sugarú kört, amiben legelnek. A bikák igyekeznek minden tehenükkel párosodni, és a betolakodó hímeket kíméletlenül elűzik.
A májustól júliusig tartó párzási időszakban a fekete lóantilopok tehenei mindössze egy termékenységi ciklust élnek át, amely júniusban tetőzik. A vemhesség 8-9 hónapon át tart, így az egyetlen borjú az esős időszak végén láthatja meg a napvilágot. Ez nem elsősorban táplálkozási szempontból fontos, hanem azért is, mert a magas fű menedéket nyújt a kis antilopnak, aki három hétig a csordától is távol tartja magát. Az anyaállat és borja között egyébként sem túlzottan erős a kötődés, a fiatal egyedek később is gyakorlatilag csak szoptatáskor keresik fel anyjukat. Az elválasztás hat hónap után következik be.
A tehenek 2,5 éves korukban lesznek ivarérettek, és kisebb, kor alapján hierarchikusan felépülő csordákban tömörülnek. Az addig alárendelt bikák 3-4 éves korukban leválnak ezekről az nősténycsapatokról, és saját „agglegénycsordáikban” élnek egészen ötéves korukig, amikor elérik az ivarérettséget.

## Védettsége
Nagy szarvai és izmos teste miatt a ragadozók legfeljebb a 16-19 évig is elélő fekete lóantilopok borjait fenyegethetik. A legnagyobb veszélyt erre az impozáns nagyvadra az emberi tevékenység jelenti. Trófeája a vadászok körében igen népszerű, nagy presztízsértékkel bír.
A Nemzetközi Vörös Könyvet kiadó IUCN listája alapján a fekete lóantilop állományának egésze csak mérsékelten veszélyeztetett. Az Angolában élő óriás alfaj azonban a kihalás szélén áll élőhelyének pusztulása és a trófeavadászat miatt. Az angolai polgárháború (1975-1995) is súlyos károkat okozott: a taposóaknáknak sok antilop esik áldozatul mind a mai napig, és a hadakozó felek is előszeretettel fogyasztották a természet javait.
1982 óta nem láttak élő példányt, csak ürülékmintákból kivont DNS vizsgálatának eredményei alapján gyanították a tudósok, hogy a többi alfajnál hosszabb szarvú és sötétebb színű óriás fekete lóantilop még előfordul az angolai erdőségekben. 2006 februárjában egy német kutatócsoport felvételekkel is tudta igazolni az állat létezését.
Magyarországon a Nyíregyházi Állatparkban és a Győri Állatkertben látható.

## A kultúrában
Két lóantilop szerepel az egykori Rodézia állam nemzeti zászlajában és címerében is.

## Képek

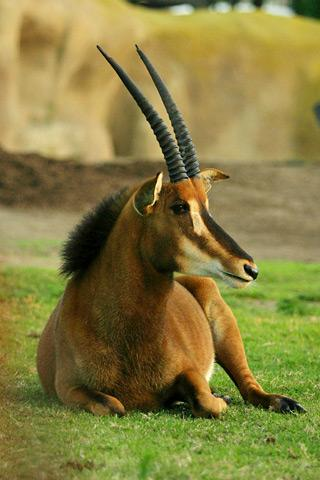
Fekete lóantiloptehén
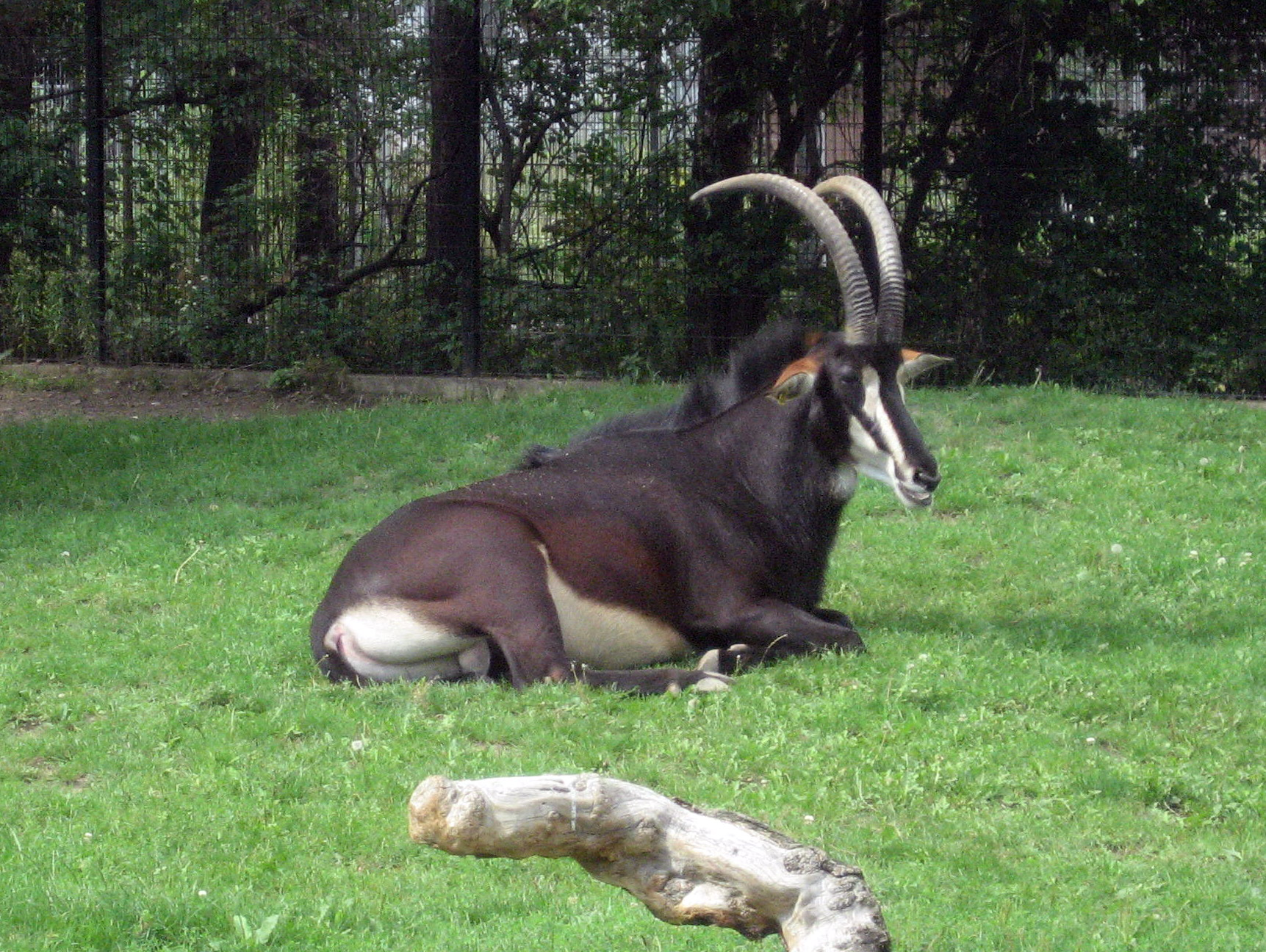